# James-Langes teori
James-Langes teori er en teori indenfor psykologien der vedrører følelse og fysiologisk reaktion. 
Sund fornuft siger at du græder fordi du er ked af det. James-Langes teori siger derimod at det egentlig er omvendt, at du er ked af det fordi du græder. Ifølge James-Lange teorien er følelser resultatet af fysiologiske tilstande udløst gennem stimuli fra omgivelserne. Den oplevede følelse finder sted efter (og på baggrund af) den fysiologiske reaktion.
Teorien har fået sit navn fra sine to ophavsmænd: William James og Carl Lange.
Teorien var den dominerende teori inden for sit felt, indtil 1927, da William Cannon, en elev af James, kritiserede teorien.  